# Miguel Arlegui Bayonés
Miguel Arlegui Bayonés, né à Madrid en 1858 et mort dans la même ville le 29 janvier 1924, est un militaire espagnol. Il est surtout connu comme chef de la police de Barcelone dans les années 1920 pour le rôle qu'il joua dans la violente politique de répression des troubles sociaux de la capitale catalane.

## Biographie
Il combattit les légitimistes au cours de la troisième guerre carliste .
Plus tard, il participa également à la campagne de Porto Rico.
Il fut inspecteur général de la Sécurité à Barcelone entre 1920 et 1922, aux ordres du  gouverneur civil de la province, le général Severiano Martínez Anido. Ensemble, ils menèrent une campagne de répression contre le mouvement ouvrier catalan extrêmement sévère, avec le soutien du patronat, tout en se montrant tolérant avec le pistolérisme supporté par ces derniers et en appliquant parfois l'illégale loi des fuites afin de faire disparaître les opposants.
Peu après, durant la dictature de Premier de Rivera, il fut reconduit à la tête de la police en tant que directeur général de l'Ordre Public en 1923, toujours sous les ordres directs de Martínez Anido,.
Il mourut le 29 janvier 1924 d'une crise cardiaque ; il était alors général de brigade de la Garde civile.

## Distinctions
- Grand-croix de l'ordre d'Isabelle la Catholique